# 褚遂良
褚遂良（596年—658年），字登善，杭州钱塘县（今浙江省杭州市）人，祖籍河南郡阳翟县（今河南省禹州市）。封河南郡公，故又世称褚河南，唐朝政治家、書法家。

## 生平
先祖为褚少孙，曾补《史记》。父褚亮博学多才，精通文史。隋末民变时在群雄薛举之下担任通事舍人。
贞观十三年（639年），任谏议大夫，兼任管理起居注。有一次，唐太宗要求亲自查看起居注，褚遂良以“不闻帝王躬自观史”为由拒绝了。唐太宗说：“我有不好的言行，你也一定要记下吗？”褚遂良说：“我的职责是记录历史，当然一定要记。”黄门侍郎刘洎对太宗说：“即使褚遂良不记，天下人也会记的。”为褚遂良辩解。
贞观十八年（644年），褚遂良以黄门侍郎的身份开始参预朝政决策。随后，他被皇帝派往全国各地，巡察四方，直接可以黜陟官吏。当时，高句丽大臣渊盖苏文杀死了唐朝所册封的国王高建武，唐太宗想为此亲自去征讨高句丽，此事遭到了褚遂良的反对，但是太宗没有采纳。后来渊盖苏文派人进贡白金，褚遂良引用臧哀伯谏纳郜鼎的故事来进谏，太宗遂拒绝领受白金，将高句丽使者下狱。贞观十九年（645年）唐太宗远征高句丽，无功而返，验证了褚遂良的意见是对的。
贞观二十一年（647年），褚遂良的父亲褚亮去世，他不得不暂时回乡守孝。贞观二十二年（648年），褚遂良再次被起用为黄门侍郎。同年九月，被提升为中书令，成为继魏征、岑文本、马周之后，与长孙无忌共同掌控贞观政坛的重臣。
贞观二十三年（649年），与长孙无忌同受太宗遗诏辅政。唐高宗欲立武则天为皇后，褚遂良与长孙无忌坚决反对，结果遭贬至潭州都督。武氏被立皇后之后，转桂州都督，再贬爱州刺史。显庆三年（658年），卒於任所。

## 后事
显庆五年，李義府、許敬宗上奏高宗說長孫無忌逆反是褚遂良煽動，於是革除褚遂良生前一切官爵，遂良二子褚彦甫、褚彦沖流放愛州後亦被杀。今杭州有褚家堂。

## 作品
褚工于书法，初学虞世南，后取法王羲之，与欧阳询，虞世南，薛稷并称“初唐四大家”。其特点是善把虞、欧笔法融为一体，方圆兼备，舒展自如。《唐人书评》中把褚遂良的字誉为“字里金生，行间玉润，法则温雅，美丽多方”，宋代大书法家米芾也称颂他为“九奏万舞，鹤鹭充庭，锵玉鸣珰，窈窕合度”。
传世的墨迹有《倪宽赞》（有爭議），大字《阴符经》(有爭議，但全篇行筆靈活飛動，所有重復字無一雷同，不像一般偽作為求形似而流於拘謹，唐代楷書墨蹟無出其右，可定為真蹟無疑)，他还临摹过王羲之的《兰亭集序》：《王羲之行書蘭亭序卷（傳唐褚遂良摹本）》。
而傳世碑刻有《大唐三藏雁塔聖教序》與《大唐皇帝述三藏聖教記》，其中《雁塔聖教序》為褚遂良的晚年之作，由唐太宗李世民撰文，褚遂良書丹。筆劃中有變化，嚴謹中有靈活，刚柔并济，婀娜多姿，兼具隶书的舒展和行书的流畅。故為褚體的代表作。

## 家族

### 子孙
- 褚彥甫，秘書郎
  - 褚僑
  - 褚休

褚彦甫有五世孙褚虔和七世孙褚軺
- 褚彥沖，城門郎
  - 褚倫
  - 褚儼
- 褚彥季
  - 褚松，司農少卿